# Shangcai
Shangcai, även romaniserat Shangtsai, är ett härad som lyder under Zhumadians stad på prefekturnivå i Henan-provinsen i norra Kina.
Shangcai är ett av de områden som drabbats hårdast av den HIV-epidemi som härjat i Henan-provinsen sedan 1990-talet.

## Källa
1. ↑  ”worldpostmarks.net”. Arkiverad från originalet den 2 januari 2015. https://web.archive.org/web/20150102101710/http://worldpostmarks.net/HTML%20Countries/china.htm. Läst 27 januari 2015.
2. ↑  Henan Province Boosting Help to HIV/AIDS Victims, china.cn.org, March 3, 2004.